# Pannecé
Pannecé település Franciaországban, Loire-Atlantique megyében. Lakosainak száma 1454 fő (2022. január 1.). Pannecé Mésanger, Pouillé-les-Côteaux, Riaillé, Teillé és Vallons-de-l'Erdre községekkel határos.

## Népesség
A település népességének változása:
| Lakosok száma | 1171 | 980  | 952  | 1122 | 1346 | 1340 | 1364 | 1409 | 1424 | 1454 |
|               | 1968 | 1982 | 1990 | 2006 | 2013 | 2015 | 2017 | 2019 | 2020 | 2022 |